# Campiglia Marittima
Campiglia Marittima är en ort och kommun i provinsen Livorno i regionen Toscana i Italien. Kommunen hade 12 886 invånare (2018).